# Bomba termonucleare Mark 17
La bomba termonucleare Mark 17 (MK 17) e la bomba termonucleare Mark 24 (MK 24) sono due tipologie di bombe all'idrogeno aeronautiche fra le prime a essere realmente operative, costruite con metodi di produzione di massa, dispiegate dall'aviazione degli Stati Uniti. I due tipi di ordigno differivano soltanto nei loro stadi "primari". Le bombe MK 17/24 erano lunghe 7,52 metri, con un diametro di 156 centimetri. Pesavano 21 tonnellate. La Mark 17 aveva una potenza da 10 a 15 megaton di TNT-equivalente. Sono state costruite circa duecento bombe Mk-17, e circa 105 Mk 24, tutte tra l'ottobre del 1954 e il novembre del 1955.

## Storia
Il disegno e lo sviluppo iniziarono quando il Los Alamos National Laboratory propose la possibilità di costruire un progetto di bomba termonucleare usando l'idruro di litio convenzionale (non arricchito nella componente DeLi-6). Il nuovo progetto venne designato TX-17 il 24 febbraio del 1953. La TX-17 e la TX-24 vennero testate come ordigno "Runt" (test Castle Romeo) durante l'Operazione Castle del 1954. Dopo i test conclusi con ottimo esito, vennero dispiegate versioni basiche della Mk-17 e della Mk-24 come parte del programma "Emergency Capability". Un totale di cinque bombe EC-17 e di dieci bombe EC-24 vennero collocate nello "stockpile di emergenza" tra l'aprile e l'ottobre del 1954.
Le bombe nucleari EC non avevano paracadute per rallentare la velocità di discesa verso l'altezza di detonazione, e, non dando tempo al bombardiere per collocarsi ad una adeguata distanza di sicurezza dal punto di rilascio, rendevano così totalmente certa la distruzione del bombardiere (costituendo una missione suicida per i suoi piloti ed equipaggio) assieme al bersaglio. Altre caratteristiche di sicurezza come la "In Flight Insertion" (IFI) e i dispositivi-sicura per l'armamento e i fusibili vennero omessi per assicurare una capacità termonucleare rapida.
Le armi della "Emergence Capability" sono state rapidamente rimpiazzate dalle bombe MK-17 Mod 0 e Mk-24 Mod 0 nell'ottobre e nel novembre del 1954. Queste bombe avevano un paracadute di 20 metri di diametro, che diminuiva la velocità di caduta, aumentava il tempo fino all'altezza di detonazione dando qualche minuto in più per permettere la fuga al bombardiere. Con l'aggiunta del sistema IFI nella capsula primaria per prevenire l'esplosione nucleare in caso d'incidente, le armi vennero riclassificate come Mod 1 standard. L'inclusione di una spoletta a impatto migliorata permise di riclassificarle come bombe versione Mod 2, che permetteva di cambiare in volo il tipo di bersaglio, utilizzabile sia contro bersagli "soffici" (modalità "air burst": contro città, industrie, porti, raffinerie, ecc.), oppure contro obiettivi da "craterizzare", come aeroporti, spesso dotati di hangar sotterranei corazzati, oppure contro i bunker di commando ("contact burst").
A causa dell'introduzione di armi più piccole e leggere come la Mk 15, come anche l'incombente ritiro dell'unico aereo capace di portarle (il B-36), le Mk-24 vennero ritirate nell'ottobre del 1956, mentre le Mk-17 furono ritirate nel 1957.

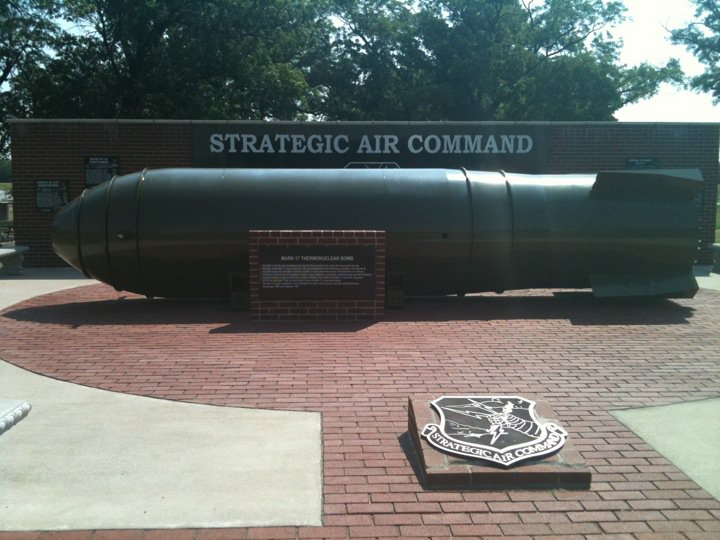
Un simulacro di bomba Mark 17 in mostra al Memoriale dello Strategic Air Command nella base della riserva NAS di Fort Worth nel Carswell Field a Fort Worth (Texas).

La Mk-17 non è stata la prima bomba all'idrogeno nell'arsenale degli Stati Uniti. Cinque esemplari della bomba EC14 "Alarm Clock" erano stati preparati per un possibile uso già nel febbraio del 1954. Vi erano anche cinque esemplari della bomba all'idrogeno criogenico EC16 "Jughead", uno sviluppo diretto dell'ordigno "Mike", che era stato prodotto sin dal gennaio del 1954, prima delle bombe EC17/24. Le EC14 con paracadute frenanti divennero le bombe Mk-14 bombs e sono state le prime bombe all'idrogeno nell'arsenale USA fin dall'ottobre del 1954. Le EC16 non vennero mai incluse nell'arsenale e sono state le prime armi "Emergency Capability" eliminate. Soltanto un bombardiere Convair B-36 era stato modificato in base al "Project Bar Room" per poter caricare la bomba Jughead.

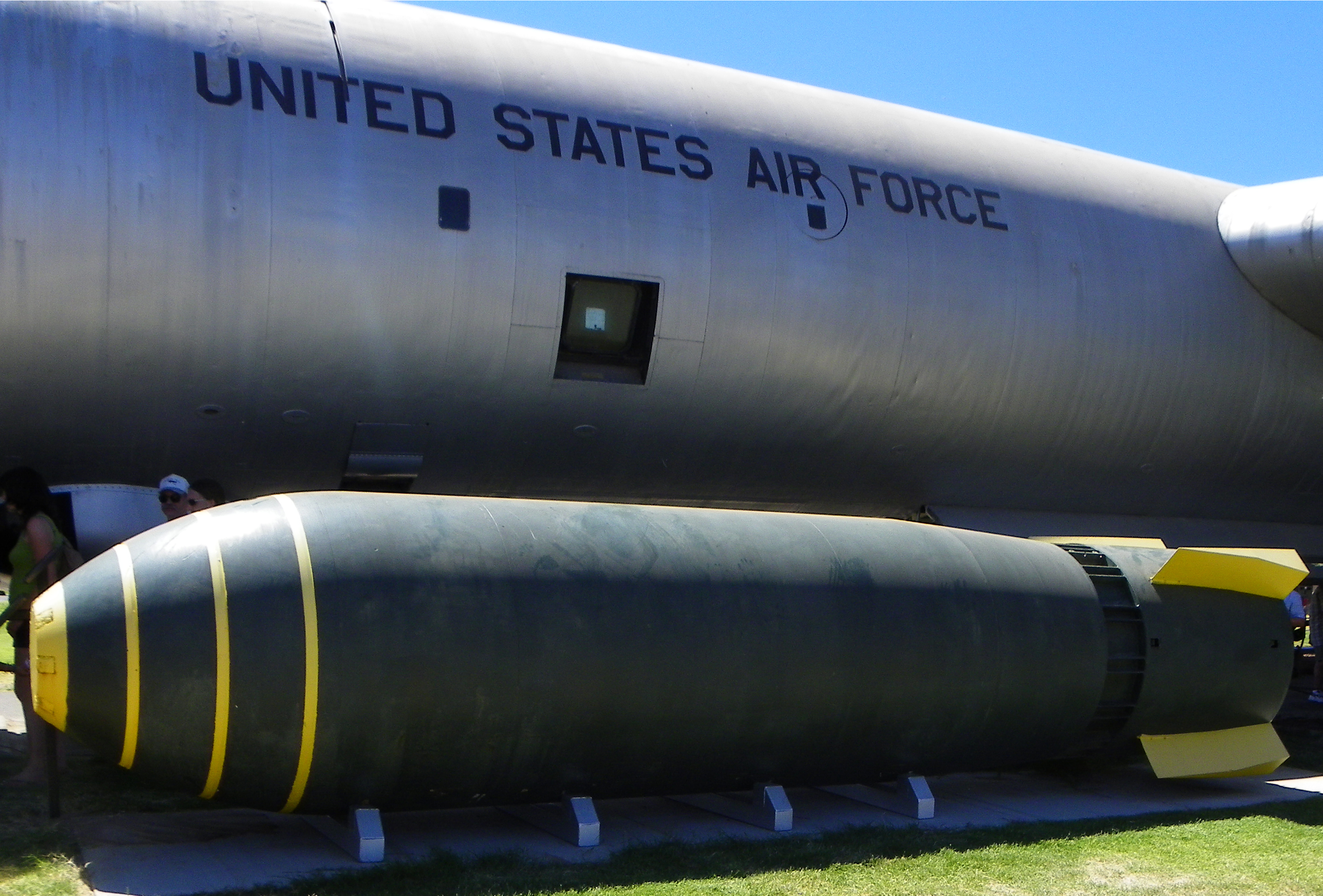
Una bomba termonucleare Mark 17 in mostra al Castle Air Museum.

### Incidente nucleare
Il 27 maggio del 1957 una bomba Mark 17 venne sganciata per errore da un B-36 poco a sud della Base Aerea di Kirtland, situata ad Albuquerque, nel New Mexico. L'ordigno cadde sulle paratie apribili del vano di carico del bombardiere, che si stava avvicinando alla base aerea di Kirtland ad un'altezza di 1 700 piedi, precipitando poi al suolo. Gli esplosivi convenzionali dell'arma la distrussero nell'impatto, lasciando un cratere profondo 3,7 metri e largo 7,6. La reazione nucleare a catena era impossibile, perché i core in plutonio erano immagazzinati separatamente in un'altra parte dell'aereo. Comunque l'incidente causò inquinamento radioattivo, scorie solide e rottami, su un'area larga un miglio. Anche se i militari procedettero ad una decontaminazione segreta, alcuni frammenti della bomba - tuttora radioattivi - possono essere trovati nell'area. Fu uno della trentina di incidenti conosciuti come "Broken Arrow", che hanno comportato la perdita accidentale o la distruzione di una bomba nucleare.

## Esemplari in mostra
Cinque contenitori esterni della MK 17/24 sono in esibizione pubblica:
- Nel National Atomic Museum che si trova ad Albuquerque (Nuovo Messico).
- Nel Memorial dello Strategic Air Command "Naval Air Station Fort Worth Joint Reserve Base" nel Carswell Field di Fort Worth (Texas).
- The National Museum of the United States Air Force di Dayton (Ohio) ha un contenitore della Mk 17/24 in mostra nel suo "Cold War Hanger".
- Nello Strategic Air and Space Museum di Ashland (Nebraska).
- Nel Castle Air Museum, di Atwater in California.

## Voci correlate

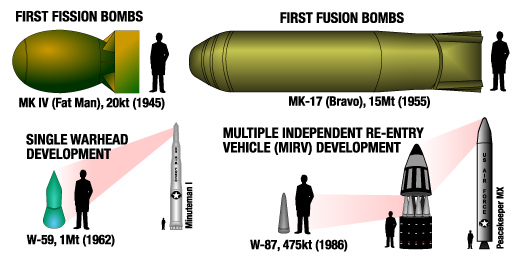
Galleria che mostra l'evoluzione dimensionale delle armi nucleari